# Площа Спасителя
Площа Спасителя — драма 2006 року.

## Сюжет
Вони - звичайна сім'я: мама, тато, двійко дітей, свекруха. Звичайні клопоти, звичайні радості, таких сімей - тисячі, якщо роззирнутись навколо. Проте життєві негаразди оголюють найгірші риси цих нещодавно щасливих людей, і в домі починається справжня війна. Попри спроби врятувати сім'ю, їх шлюб руйнується як піщаний замок під натиском хвиль: неспішно, проте безупинно та невблаганно. Це - сімейне життя, таке, яким його бачить молоде подружжя польських режисерів.